# 류오쿄역
류오쿄역(일본어: 龍王峡駅)은 일본 도치기현 닛코시에 있는 야간 철도 아이즈키누가와 선의 역이다.

## 역사
- 1986년 10월 9일: 영업 개시.

## 역 구조
단선 승강장 1면 1선의 지상역이다. 승강장의 절반은 터널 내에 있다.
역 입구에 "임시표 매장"이 있고 낮에는 역무원이 배치된다.

## 역 주변
역에서 도보의 장소에 류오 협곡이 있고 역 주변에는 식당과 선물 가게가 있다.
- 국도 제121호선

## 사진

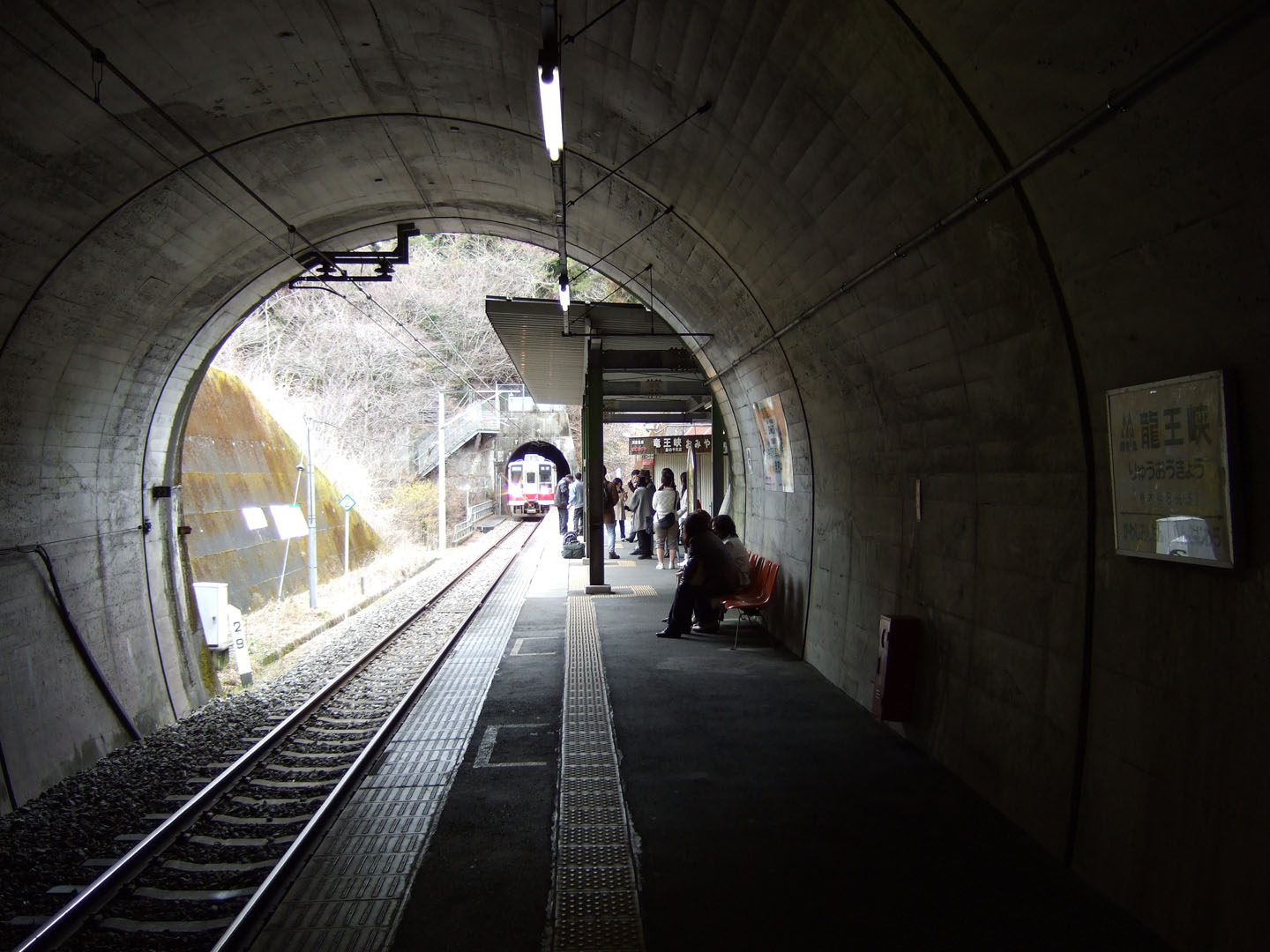
승강장의 절반이 터널 안에 있는 모습을 볼 수 있다.

## 인접역
| 야간 철도 ■ 아이즈키누가와 선 | 야간 철도 ■ 아이즈키누가와 선          | 야간 철도 ■ 아이즈키누가와 선      |
| ----------------------------- | -------------------------------------- | ---------------------------------- |
| 신후지와라 신후지와라 방면    | □ 쾌속 "AIZU 마운트 익스프레스" ■ 보통 | 가와지온센 아이즈코겐오제구치 방면 |